# Sulculeolaria pacifica
Sulculeolaria pacifica is een hydroïdpoliep uit de familie Diphyidae. De poliep komt uit het geslacht Sulculeolaria. Sulculeolaria pacifica werd in 1973 voor het eerst wetenschappelijk beschreven door Stepanjants. 